# Заєд Спорт Сіті

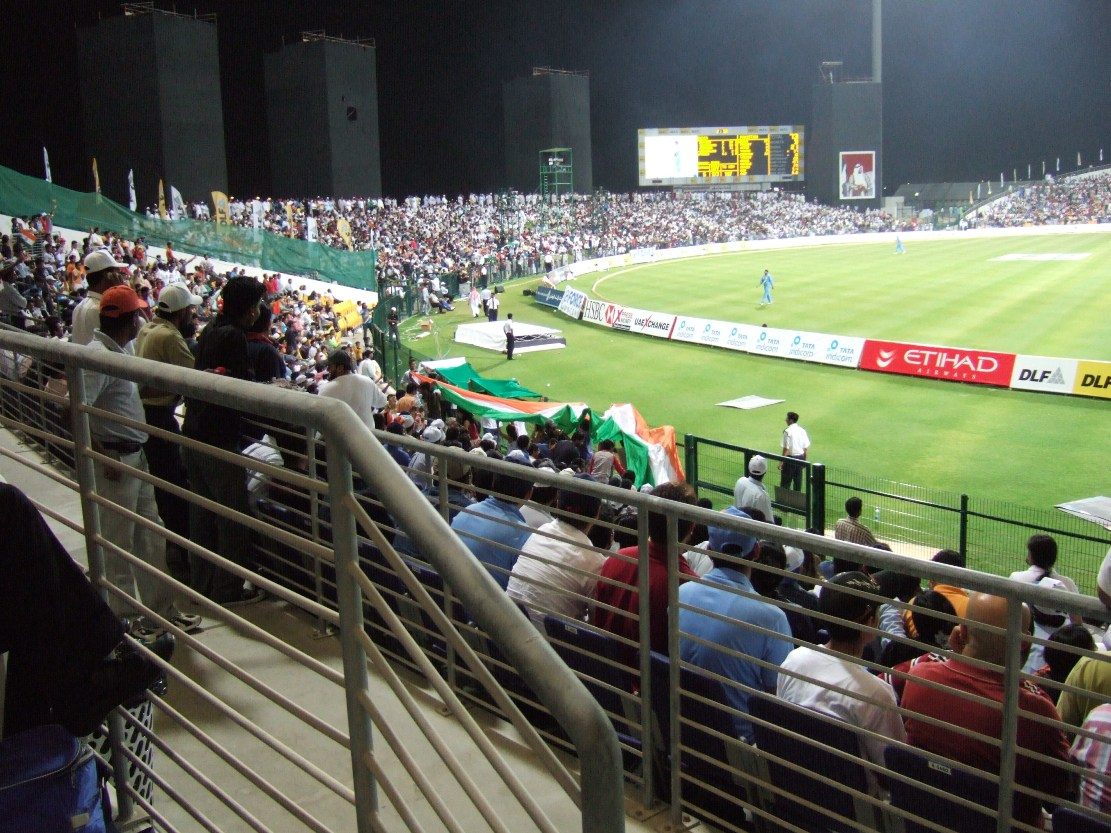
Стадіон Шейх Заєд

Спортивний комплекс Заєд Спорт Сіті розташований в центрі Абу-Дабі, ОАЕ. Він названий на честь першого президента ОАЕ шейха Заїда аль-Нахайяна, який заснував його в січні 1980 року. Спортивний комплекс є одним з ключових місць для розваг та занять спортом в ОАЕ. Регулярно на його аренах проводяться великі міжнародні змагання.

## Спортивні об'єкти
- Стадіон Шейх Заєд
- Теннисный комплекс[en]
- Льодова арена Абу-Дабі
- Міжнародний боулінг-центр Халіфа
- 6 тенісних кортів з твердим покриттям
- 5 футбольних полів
- 3 майданчики для нетболу
- 3 поля для гри в регбі
- 2 корти для гри в падел-теніс
- Майданчики для гри в софтбол, волейбол.
- Гімнастичні зали та фітнес
- Боксерські ринги
- Конференц-зали